# 新哥倫布 (印第安納州)
新哥倫布（英語：New Columbus）是位於美國印地安納州麥迪遜縣的一個非建制地區。該地的面積和人口皆未知。